# Pablo González Couñago
Pablo González Couñago (Redondela, 9 d'agost de 1979) és un exfutbolista gallec, que ocupava la posició de davanter.

## Trajectòria
Format a les categories inferiors del Celta de Vigo, fa el seu debut com a professional a la Segona Divisió, cedit al CD Numancia. El gener de 1999 retorna a l'equip viguès, disputant un encontre a la màxima categoria. En la campanya 99/00 és cedit al Recreativo de Huelva, també de la Segona Divisió.
Després de destacar amb la selecció espanyola sub-21, en un partit contra Anglaterra, va ser captat per l'entrenador de l'Ipswich Town, George Burley, que li va proposar incorporar-se al club britànic. Entre 2001 i 2005 suma 31 gols en 99 partits amb l'Ipswich Town.
L'estiu del 2005 retorna a la competició espanyola al fitxar pel Màlaga CF. Anota tres gols en 27 partits, i els andalusos són cuers de la classificació. Després d'una campanya a la categoria d'argent amb el Málaga, al juliol del 2007 retorna a l'Ipswich Town.
A la temporada 07/08 és el màxim golejador del seu equip, amb 12 gols, un d'ells, front el Charlton Athletic, va ser considerat un dels millors de la competició.

## Selecció
Amb la selecció espanyola va guanyar el Mundial Juvenil de 1999, celebrat a Nigèria. A més a més, va ser Bota d'Or d'eixa competició.